# Los Archiduques

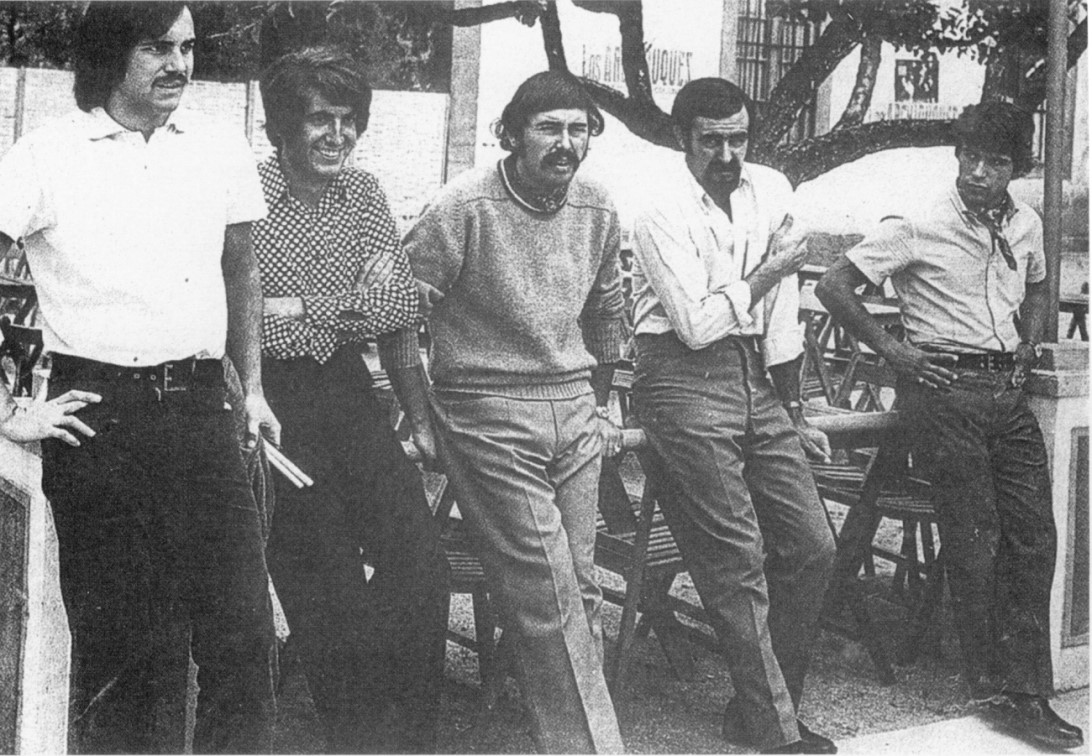
Varios de los miembros de Los Archiduques a finales de los años 60. De izquierda a derecha: Pedro Bastarrica, Tino Casal, Claudio Menéndez, Tito Rey y Tony Fernández.

Los Archiduques fueron el principal grupo pop asturiano de la década de 1960, creado en Grado en 1963. Aunque hicieron discos interesantes y de éxito, los Archiduques han pasado a la historia de la música española por tener, entre sus componentes, a Tino Casal, que participó en el grupo desde 1967.

## Historia
Tras comenzar su carrera en 1962, en 1965 consiguen el interés del sello Columbia de San Sebastián, no el estadounidense, con el que grabarán su primer EP, lleno de baladas y que incluía un tema instrumental más o menos tradicional, titulado "Fui al Cristu". En aquel entonces tenían como vocalista a Alfredo Alonso. Poco después sacarán un segundo disco, algo más evolucionado que el anterior, y con Cholo Juvacho sustituyendo a Alonso.
El verdadero cambio les llegó casi por casualidad. En 1967 viajan a Madrid para grabar un nuevo disco, "Lamento de gaitas", pero Cholo Juvacho se encuentra enfermo. A última hora llaman a Tino Casal, que por entonces tenía diecisiete años y cantaba en los Zafiros Negros.
En ese momento los otros componentes del grupo son Armando Pelayo (órgano), Pedro Bastarrica (batería), Tony Fernández (guitarra), Claudio Menéndez (guitarra rítmica) y Tito Rey (bajo).
"Lamento de gaitas" no es un gran éxito, pero suficiente para que Los Archiduques se asienten en Madrid en 1968, actuando de forma habitual. En este año aparecerá un nuevo sencillo, "Dimensión en sol mayor", en el que el grupo se apunta a la psicodelia que en esos momentos imperaba.
El sencillo no recibió buenas críticas, y el grupo vuelve a Asturias decepcionado.
Los Archiduques se mantiene en activo hasta 1971, cuando la marcha de Tino Casal acabaría por deshacer el grupo. Aparte de Tino Casal, el único que siguió metido de lleno en las tareas musicales fue Pedro Bastarrica, que además de intentar una carrera en solitario, creó los estudios Eolo y dirigió y produjo numerosas grabaciones, entre ellas las primeras de la banda Ilegales.

## Discografía
- «Le Ciel, Le Soleil, La Mer»; «Nunca digas adiós»; «Escucha mi canción»; «Fui al Cristu». Columbia, 1965.
- «Si mi Padre fuese Rey»; «Un día»; Nunca más; Te he perdido. Columbia, 1966.
- «No le ames»; «Lamento de gaitas». Columbia, 1967.
- «Dimensión en Sol Mayor»; «Quiero volar muy alto». Columbia, 1968.
- «La Princesa y El Juglar»; «Linda». Columbia, 1970.
- «Lamento de Gaitas»; «María Luisa». Sociedad. Fonográfica Asturiana, 1982.